# 卡兰达尔
卡兰达尔（波斯語：‎，羅馬化：qalandar），又译为卡兰答尔、盖兰达尔、海兰达尔、海连答尔等，旧译革烂袋、革烂得等，是苏菲派的流浪圣人，他們不属任何一个道堂，类似德尔维希、法基尔等。多见于在中亞，印度和巴基斯坦等地。

## 历史
“卡兰达尔”（‎，qalandar）一词来自古典新波斯语‎（kalandar），意为“粗野的”。原指中亚苏菲派海兰达里耶教团成员，该运动并非指单一一个组织，而是不同奉行卡兰达尔苦行的各种独立教派，其中之一是来自安达卢斯的优素福·安达卢西（Yusuf al-Andalusi）创立的海兰达里耶教团。该运动起源于中世纪的安达卢西亚，之后迅速传播到北非、马什里克、大伊朗、中亚、巴基斯坦等地。11世纪赫拉特的苏菲派学者阿卜杜拉·安萨里著有《卡兰达尔记》（Qalandarname）一书。12世纪时，该运动开始以大呼罗珊及其周边地区（包括中亚、南亚等地）为中心流行开来。
13世纪初，开始在叙利亚、埃及和印度西北部活动。1220年蒙古军队攻占伊朗的撒瓦城时，一批卡兰达尔由撒瓦逃难至大马士革，1213年，他们以穆罕默德·尤努斯·萨瓦吉（Muhammad Yunus al Sawaji，？～1232）为首组成了一个海兰达里耶教团。
17世纪，卡兰达尔活跃于云南地区，清代回族学者马注《清真指南》的第十卷《左道通晓》中称呼他们为“革烂得”，被斥为“非回非道，异服异言，教仿白莲，技攻妖术”、“内外不分，男女混杂，以烟为媒，以酒为饵。比脐度气，秽乱一方。”等。

## 尊稱
卡兰达尔是给不结婚的苏菲派圣人极尊敬的头衔，他們被認為是全能上帝選擇的聖人。不同於其他聖人，他們对上帝有一個非常強烈的感情。他们被认为是上帝耳目有权纠正信徒谬误。

## 特征
卡兰达尔只履行必不可少的礼拜斋戒，弃绝礼仪，追求内心宁静，一般外观为身着独特长袍，携带独特道具，剃去除胡须外的头发和脸毛，手、耳上一般穿孔并佩以铁环。同时，禁止性生活，在男性阳物上套以铁环，以为坚忍、自制的象征。他们不受社会制约，为防身而携有武器，为修行而巡游各地。经常步行到麦加朝觐。
在新疆，卡兰达尔多以念经、求雨、治病、禳灾、祈福等活动求生。